# 條紋高䲁
條紋高䲁（學名：Hypsoblennius striatus），為輻鰭魚綱鳚形目䲁科高䲁屬的一種，分布於中東太平洋哥斯大黎加與巴拿馬海域，深度可達20公尺，本魚體延長形，稍側扁，頭鈍短，頭頂無冠膜，鼻孔有細長的捲鬚，眼睛上方有分枝卷鬚，相對較長且細長，頸背無觸鬚，牙齒尖端鈍而扁平，單排，不能移動，兩側頜骨上均無後犬齒，鰓孔因鰓蓋膜與喉部融合而限制在身體兩側，背鰭起點向前，在前鰓蓋骨上方，背部呈橄欖色雜色，背鰭基部下方有5-6條短而寬的深色橫帶，下半部顏色較淺，有許多狹窄的垂直黑線，眼睛後面有一個大的深棕色到黑色的斑點，眼睛下方有兩條深色條紋，背鰭前面有一個深色的斑點，背鰭硬棘12枚、背鰭軟條16枚、臀鰭硬棘2枚，臀鰭軟條17-18枚，體長可達8公分，棲息在沿海淺水的岩礁及潟湖，雌魚產附著性卵，雄魚有護卵行為，生活習性不明。